# Glatisant

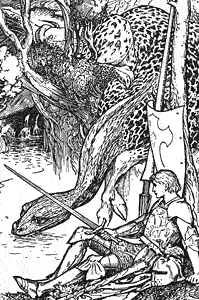
König Artus und das Questentier, Illustration von Henry Justice Ford (1904)

Das Glatisant, auch Questentier oder bellendes Tier genannt, ist eine bizarr anmutende Kreatur der mythischen Welt von König Artus, gar wundersam und zugleich Furcht einflößend anzusehen.

## Aussehen
Es besitzt den Kopf einer Schlange und einen Körper wie ein Leopard, mit dem Hinterteil eines Löwen und Beinen und Hufen eines Hirschs. Aus seinem Inneren kommt ein tosender Lärm, ein Bellen wie von 30 Hunden in voller Hetze.
Wenn das Glatisant seinen gewaltigen Durst an einer Wasserstelle, normalerweise einem kühlen See oder Brunnen, stillt, dürfte das die einzige Gelegenheit sein, bei der die Hunde im Leib des Tieres einen Moment lang still verharren.

## Legende
Das Questentier ist eine seltsame Kreatur, die anscheinend lebt, um gejagt, nicht um gefangen zu werden. Oft narrt es seine Verfolger, indem es sich perfekt verbirgt, manchmal auch, indem es deren Pferde mit einem gellenden Schrei zu Tode erschreckt.
Obwohl es ein ausgesprochenes Talent hat, sich den Blicken seiner Verfolger zu entziehen, verrät sein Lärmen es jedes Mal neu. Als Sir Pedrag, der es zu seiner Bestimmung erkoren hat, das Bellende Tier zu erjagen, eines Tages stirbt, soll das Glatisant traurig, womöglich sogar ein wenig depressiv geworden sein und in seiner Melancholie den halben See von Morris ausgetrunken haben. Von seiner Gefangennahme wird nie berichtet, und kein Verfolger hat je mit ihm gekämpft.

## Sonstiges
Das Questentier ist auch Symbol für die Lust auf Abenteuer, deren genaue Bestimmung lediglich darin besteht, dass man sie nicht kennt und dennoch bestehen muss. Die Helden und der Ritter, die aufbrechen, um das Questentier zu jagen, suchen das Abenteuer, das jedoch nicht in der tatsächlichen Begegnung mit dem Glatisant, sondern in der Queste, in welche sie bei der Jagd geraten, liegt, oftmals eine Geschichte voller Gefahr und reich an Ruhm und Ehre.